# Moračke planine
Moračke planine (česky Moračská planina) je horský systém složený z několika samostatných masivů, nacházející ve středu Černé Hory. Nejvyšším vrcholem horstva je hora Kapa Moračka (2226 m). Geologicky je pohoří tvořeno zkrasovatělými vápenci. Hory představují řetězy travnatých vrcholů kombinované se skalními hřebeny, které ve většině případů překračují nadmořskou výšku 2000 metrů. To vytváří neobvykle plasticky vzhlížející krajinu plnou kontrastů.

## Poloha
Moračke planine hledejme jižně od pohoří Durmitor, západně od toku řeky Morača, kde sousedí s pohořím Sinjajevina, a východně od údolí řeky Zeta.

## Přístup
Masivy jsou jen obtížně přístupné, jelikož do nitra hor vede pouze několik špatně sjízdných silnic. Pro malou návštěvnost zde lze ještě nalézt takřka neposkvrněnou přírodu. Turistům zatím v pohoří neslouží žádná horská chata a turistické značení cest je nedostatečné a neudržované.

## Charakteristika
Nejnavštěvovanější je 10 km dlouhý skalnatý hřeben Maganik (Medjedi vrh, 2139 m) s atraktivní rozeklanou skupinou Babin zub. Masiv leží v jihovýchodní části systému v těsné blízkosti jedinečného kaňonu Morača o hloubce až 1 km. Tato dolina od sebe odděluje právě masiv Maganik od sousední skupiny Kapa Moračka (Kapa Moračka, 2226 m). Zde se nacházejí mnohé přírodní fenomény zdejší oblasti. Severozápadně odsud navazuje masiv Lola (Veliki Zebelac, 2150 m), který je spíše travnatého charakteru. Skupina Žurim (Ilin vrh, 2050 m) zaujímá místo ve středu systému.

### Vrcholy
| - Kapa Moračka (Lastva) 2226 m - Zagradac (2217 m) - Gornji Sto (2167 m) - Stožac (2141 m) - Maganik (2139 m) - Stit (2132 m) - Veliki Zebalac (2129 m) - Lijevno (2081 m) | - Vojnovac (2072 m) - Tali (Kula) (2063 m) - Ilin vrh (2050 m) - Lukanje Čelo (2049 m) - Veliki Žurim (2036 m) - Budiguz (1966 m) - Mali Žurim (1836 m) - Donje Vucje (1506 m) |  |